# 盐城师范学院黄海学院
盐城师范学院黄海学院，是盐城师范学院举办的普通全日制本科公有民办二级学院。

## 历史
- 2003年，批准成立，为公有民办二级学院。[2]
- 2014年起停止招生。

## 专业设置
有文、理、工、管理、艺术等学科门类，拥有近20个本科专业：
- 汉语言文学
- 法学
- 经贸英语
- 行政管理
- 艺术设计
- 应用心理学
- 信息与计算科学
- 电子信息工程
- 制药工程
- 应用化学
- 生物技术
- 会计学
- 国际经济与贸易
- 旅游管理
- 市场营销
- 广播电视新闻学
- 韩国语
- 统计学